# Szalony z miłości
Szalony z miłości (ang. Fool for Love)	– amerykański dramat historyczny z 1984 r. w reżyserii Roberta Altmana.

## Obsada
- Sam Shepard
- Kim Basinger
- Randy Quaid
- Harry Dean Stanton